# Alan Michael Sugar
Sir Alan Michael Sugar (født 24. marts 1947) er en britisk forretningsmand. Hans formue anslås til at være omkring 800 millioner £, og han var nummer 71 på Sunday Times Rich List 2006.
I 2005 deltog han i BBC tv-serien The Apprentice, skabt efter det amerikanske tv-show af samme navn med entreprenøren Donald Trump, et show som allerede havde vist sig at være populært i USA.
Han blev slået til ridder i 2000 for sine bidrag til forretningslivet. Han støtter det britiske Labour parti økonomisk.

## Baggrund
Sugar blev født i Hackney i London. Han forlod skolen i en alder af 16 år og begyndte at sælge frugt og grønsager fra en vogn, han havde købt med penge fra sin livsopsparing på 100£.
Sugar er ateist, selv om han har jødiske forfædre.

## Amstrad
I 1968 grundlagde Sugar elektronik- og computerfirmaet Amstrad (navnet er taget fra hans initialer – Alan Michael Sugar Trading).
I 1980 blev Amstrad noteret på London Stock Exchange. Amstrad som firma fordoblede både profit og markedsværdi hvert år op gennem 1980'erne. I 1984, efter at have indset den snartkommende mulighed i computer-æraen, lancerede Amstrad en 8-bit maskine Amstrad CPC 464. Derefter foretog Sugar det kontroversielle køb af fodboldklubben Tottenham Hotspur.
Selv om CPC var en række farverige maskiner, med CP/M-evne og et godt BASIC styresystem, kunne de aldrig rigtig true ærkerivalerne, den grafisk mere indviklede Commodore 64 eller den billigt masseproducerede Sinclair ZX Spectrum, som spillemaskiner. I 1985 fik Sugar endnu et gennembrud med lanceringen af Amstrad PCW tekstbehandleren som, selvom den var lavet af meget billige komponenter, blev solgt til over 300£ stykket. Samme år købte Amstrad rettighederne til ZX Spectrum og producerede to yderligere modeller i en stil, som mindede om deres egne CPC maskiner. De udviklede også Amstrad PC 1512, en PC klon, som blev meget populær i Europa.
Da firmaet var på toppen rent økonomisk, havde Amstrad en børsværdi på 1,2 milliarder £, men 1990'erne skulle vise sig at bringe mange problemer. Lanceringen af en række forretnings-PC'er blev spoleret af upålidelige harddiske leveret af Seagate, hvilket fik mange kunder til at returnere maskinerne. Dette gjorde, at Amstrad mistede en stor del af sin anseelse på markedet, og firmaet formåede aldrig igen at genvinde positionen. Nogle år senere sagsøgte Amstrad Seagate for 100 millioner $, der skulle dække tabet, som de problematiske harddiske gav Amstrad. I de tidlige 1990'ere begyndte Amstrad at fokusere på bærbare computere i stedet for stationære. I 1990 forsøgte Amstrad at blive en det af spilindustrien med lanceringen af Amstrad GX4000, men den blev kommercielt set en fiasko, fordi den brugte 8-bit teknologi i modsætning til 16-bit Sega Megadrive og Super Nintendo. I 1993 udgav Amstrad PenPad, en håndholdt computer, som også blev en kommerciel fiasko. Amstrad var den eneste producent af modtagerbokse og antenner ved lanceringen af Sky og er fortsat med at fremstille denne type bokse, deriblandt Skys Sky+ boks.
I 1997 købte Amstrad sig ind i Betacom og Viglen, da firmaet besluttede sig for at fokusere mere på kommunikation frem for computere. Amstrad udgav sine første kombinerede telefon- og emailenhed, kaldet e-m@iler, fulgt af e-m@ilerplus i 2002.
Sugar ejer i øjeblikket 28% af Amstrad.

## Amsair
Sugar kontrollerer også Amsair Executive Aviation, grundlagt i 1993 og styret af hans søn, Daniel Sugar. Som med Amstrad, er Amsairs navn taget fra hans initialer: Alan Michael Sugar Air. Amsair er et britisk charterfirma som udbyder leje af private forretningsfly. Amsair kontrollerer Storbritanniens største flåde af Cessna Citation jetfly pg Embraer Legacy. Gennem sine strategiske alliancer med blandt andre Blue Star Jets, verdens største udbyder af lejede privatfly, har Amsair adgang til over 5000 fly i alle størrelser.

## Tottenham Hotspur FC
Sugar var på et tidspunkt formand for Tottenham Hotspur. Han og Terry Venables gik sammen om at købe klubben 21. juni 1991. Parret vandt over et sent bud fra Robert Maxwell på klubben. I et interview med Channel 4's High Interest program sagde Sugar:
"Den eneste dialog, jeg havde med Rupert Murdoch, var, da den klovn til Maxwell kom på banen, og jeg vidste, at de to tidligere havde været ærkefjender, skete det, tror jeg, at Rupert ringede til mig en dag og sagde: 'Hvad sker der med den fodboldklub, du prøver at købe, og som den klovn til Maxwell også prøver at købe?', og jeg tror, at jeg måske har sagt til ham på det tidspunkt, at 'han har sine aviser til at sætte gang i sagerne, og jeg har ikke nogen avis, så måske en af dine journalister kan lægge et godt ord ind for mig i The Sun, men det var sådan set bare det"
En overskrift i Sun lød på et tidspunkt: "20 things you never knew about Tel's Sugar Daddy", som handlede om Sugars finansielle bidrag til Spurs – han betalte deres 20 millioner £ gæld og begrænsede spillernes løn og andre udgifter. Imidlertid gik forholdet mellem Sugar og Venables skævt, og de endte med en bitter strid i retssalen. Sugar har efterfølgende udtalt, at hans tid hos Spurs var "spild af tid".
Sugar solgte de fleste af sine aktier i 2001 efter flere dødstrusler mod ham og hans familie. Han solgte aktierne til ENIC Sports Ltd, repræsenteret ved Daniel Levy – den nuværende formand for klubben. Sugar ejer i øjeblikket 13% af Spurs, hvilket gør ham til den næststørste aktionær.
På trods af at han ejer en fodboldklub, har han engang sammenlignet fodboldspillere med banditter og antydet, at hvis de ikke spillede professionel fodbold, ville mange af dem være i fængsel, og mest markant smed han Jürgen Klinsmanns trøje væk under et tv-interview, da den tyske angrebsspiller nægtede at benytte sig af en klausul til at blive i klubben i endnu en sæson.

## The Apprentice
I 2005 blev Sugar stjernen i BBC realityprogrammet The Apprentice, hvori han havde rollen som boss svarende til den, Donald Trump tidligere havde haft i den amerikanske version. Dette betød, at han stod for "fyringen" af en bestemt kandidat hver uge. Ud fra denne serie blev "Du er fyret" et udbredt udtryk i både USA og Storbritannien. Han valgte endvidere holdenes opgaver og brugte sine kontakter i forretningsverdenen til at give dem opgaver hos virksomheder som Harrods og Sugars firma, Amstrad. Han valgte også den belønning, som det vindende hold modtog hver uge, deriblandt middag med Sugar, en rejse til Monaco og en tur med Orientekspressen.
Han valgte at fortsætte sin rolle i en ny sæson af serien, der begyndte i februar 2006.
Det er også planen at han skal medvirke i en tredje udgave af The Apprentice i 2007, forudsat at programmet bliver mere forretningsorienteret end blot underholdning, og at han portrætteres som mindre barsk.

## Andre tv-optrædener
Sugars stigende popularitet har gjort, at han har medvirket i flere tv-shows, deriblandt en specialudgave af Hvem vil være millionær? for berømtheder. I 2005-06 reklamerede han for Premium Bonds i britisk tv, og han donerede sit honorar for reklamerne til et børnehospital. Han har også været med i Room 101 i 2005 og Friday Night with Jonathan Ross i april 2006.